# Furu-utsubo

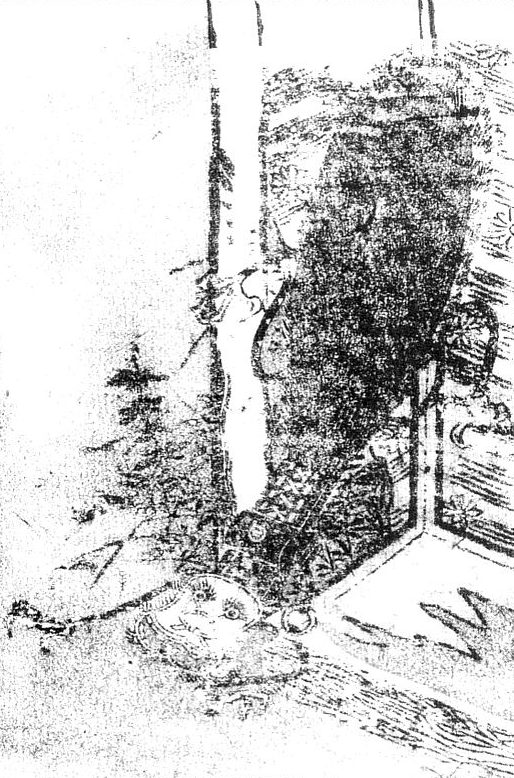
Ein Furu-utsubo, wie er in Sekiens Gazu Hyakki Tsurezure Bukuro von 1784 erscheint.

Der Furu-utsubo (古空穂; „Uralter Köcher“) ist ein fiktives Wesen der japanischen Folklore aus der Yōkai-Gruppe der Tsukumogami („Artefakt-Geister“). Er gilt als launisch und unfreundlich, soll aber dem Menschen keinen physischen Schaden zufügen.

## Beschreibung
Der Furu-utsubo wird als prächtiger alter Köcher für Pfeil und Bogen beschrieben, wie er von feudalen Samurai im Krieg oder von kaiserlichen Jägern bei der Jagd getragen wurde. Erwacht er zum Leben, wachsen ihm ein fratzenhaftes Gesicht und dünne (aber kräftige), pelzige Arme und Beine. Er krabbelt nun behände umher und gibt wüstes Gemurmel von sich.

## Hintergründe
Der Furu-utsubo ist unter anderem in dem berühmten Sammelwerk Gazu Hyakki Tsurezure Bukuro (百器徒然袋; 100 Geister im Handgepäck) von Toriyama Sekien aus dem Jahr 1784 abgebildet und beschrieben. Sekien mutmaßt, dass „sein“ Furu-utsubo, dem er im Traum begegnet sein will, vielleicht den Kriegshelden Miuranosuke und Kazusanosuke gehört haben könnte. Die beiden Bogenschützen sind Hauptfiguren in der Legende um die Fuchsgöttin Tamamo no Mae (玉藻前), die sich nach ihrem Tod in einen Todesstein verwandelt haben soll. Der Furu-utsubo tritt sogar als Nebencharakter in einem Nō-Stück namens Sesshōseki von Hiyoshi „Saami“ Yasukiyo aus dem Jahr 1456 auf.
Wie die meisten Tsukumogami auch, können Köcher von einem Geist beseelt oder besessen werden, wenn sie älter als hundert Jahre alt werden und entweder übermäßig oft benutzt oder, im Gegenzug, völlig verwahrlost wurden. Im Falle vom Kriegs- und Jagdgeräten können Gebrauchsgegenstände allerdings auch dann beseelt werden, wenn ihr ehemaliger Besitzer sie im Kampf verloren hat oder getötet worden ist. Dann kann es unter Umständen die Seele des Getöteten selbst sein, die von dem Kriegsgerät Besitz ergreift. Nun ist der Tsukumogami von Rachsucht erfüllt. Wurde der Gegenstand verloren und liegen gelassen, wird er von Kummer und Verzweiflung angetrieben und soll sich nun auf die Suche nach seinem ehemaligen Besitzer machen.